# Vetandets värld
Vetandets värld var ett radioprogram om vetenskap från vetenskapsredaktionen på Sveriges Radio P1 (Vetenskapsradion). Programmet har anor från 1960-talet och sändes fram till och med den 24 januari 2020 då det ersattes av andra programtitlar från Sveriges Radios Vetenskapsredaktion, Vetenskapsradion.

## Programmet
Vetandets värld gjordes av Vetenskapsradions medarbetare och av frilansjournalister knutna till redaktionen. Ämnena var varierade och spände från medicin, biologi, fysik, kemi och teknik till samhällsvetenskap och historia. Betoningen låg på naturvetenskap och teknik. Programmet tog upp vetenskaplig utveckling och satte in den i ett aktuellt sammanhang, eller fann de vetenskapliga frågorna i en aktuell samhällsutveckling. Vetandets värld bevakade bland annat utvecklingen av CRISPR-Cas9 och andra genförändringsmetoder, Inducerade pluripotenta stamceller, digitaliseringen av samhället och den framväxande nya synen på bakterier och virus i symbios med människan. 

## Redaktionen
Vetenskapsredaktionen på Sveriges Radio gör Vetenskapsnyheter i P1 varje vardagsmorgon och varje fredag lunch samt Vetenskapsradion Historia, Vetenskapsradion På djupet, Vetenskapsradion Forskarliv, Vetenskapsradion Klotet, Vetenskapsradion Hälsa, Vetenskapspodden, Odla med P1 och Kossornas planet i P4. Chef för redaktionen är Magnus Gylje. Tidigare chefer är bland andra Per Hylén, Lena Nordlund, Per Helgesson och Jan-Olov Johansson.

## Signaturen
Signaturen för Vetandets värld innehöll en hoande kattuggla. Från början utgjordes signaturen av enbart ugglan, men den kompletterades senare med en musikbädd. Kattugglan återfinns i alla Vetenskapsradions signaturer.  
Kattugglehoandet var ursprungligen en imitation av radions fågelkunnige redaktör Torgny "Swiss" Östgren i slutet av 1970-talet. Redan inspelade originalugglor i arkivet var så svaga och avlägsna att en kort och mer kraftfull och tydlig signatur önskades. Producenten Kjell Lindqvist och teknikern Bertil Nyström svarade för signaturens tillkomst. Den imiterade ugglan byttes under Jan-Olov Johanssons tid som chef ut mot en riktig kattuggla. 

## Historia
Programmet sändes under lång tid klockan 12.05 efter tolvslaget och Dagens dikt varje vardag. Tiden ändrades då Dagens eko fick en kort sändning kl 12.00 och starten ändrades till 12.10 i P1. Den sista tiden var sändningstiden 12.09. Ämnena för programmen har alltid varit varierande. 
Efter en propå till socialdepartementet från landshövding Ingemar Mundebo i Uppsala (1980–1986) att redaktionen borde flyttas till Uppsala, genomfördes detta. Flyttningen försvårade produktionen, och under flera år slutade en rad etablerade producenter eller övergick till andra redaktioner inom Radio/TV. Namnet ändrades till Vetenskapsradion, som diversifierades under olika rubriker. Även privata produktionsbolag kom nu att bidra till verksamheten. 